# Gdyczyna
Gdyczyna – dawna wieś, obecnie przysiółek Siedlisk w województwie podkarpackim, w powiecie brzozowskim, w gminie Nozdrzec.
W połowie XIX wieku właścicielem posiadłości tabularnej w Gdyczynie był Marceli Tarnawiecki.
Po I wojnie światowej dokonano zmian administracyjnych, wskutek których Gdyczyna stała się przysiółkiem Siedlisk. Według spisu z 1921 na obszarze dworskim w Gdyczynie, było nadal 10 budynków mieszkalnych zajmowanych przez 83 mieszkańców (52 grekokatolików, 31 rzymskich katolików). W 1927 do Gdyczyny został przeniesiony drewniany kościół pw. św. Zofii z Dylągowej, pierwotnie wybudowany w 1706, i ustawiono go w sąsiedztwie zabudowań dworskich.